# КВ (серия танков)
«КВ» — серия советских танков выпуска 1939—1943 гг. Названа в честь советского военачальника К. Е. Ворошилова: аббревиатура «КВ» означает «Климент Ворошилов».
- КВ-1 (или просто КВ) — советский тяжёлый танк, который выпускался с августа 1939 года по август 1942 года.
  - КВ-1С (буква «с» означает «скороходную» модификацию) — советский тяжёлый танк выпуска 1942—1943 гг.
  - КВ-1К (буква «к» означает систему «КАРСТ-1») — советский ракетный танк выпуска 1942 года.
  - КВ-1 Экранированный – вариант КВ-1, с дополнительными экранами на стенках брони.
  - КВ Ранний (КВ-1 образца 1939 года).
- КВ-2 — советский тяжёлый штурмовой танк начального периода Великой Отечественной войны.
- КВ-3 (Объект 223) — советский экспериментальный тяжёлый танк семейства «КВ».
- КВ-4 — советский экспериментальный тяжёлый танк семейства «КВ».
- КВ-5 (Объект 225) — проект советского трёхбашенного сверхтяжёлого танка прорыва.
- КВ-6 — мелкосерийный советский тяжёлый танк.
- КВ-7 (первый вариант) (Объект 227) — опытная советская тяжёлая самоходно-артиллерийская установка с двумя 76–мм пушками.
- КВ-7 (второй вариант) тот же КВ–7, только имеет другое вооружение: две 45–мм и одна пушка калибром 76 мм.
- КВ-8 (Объект 228) — советский тяжёлый огнемётный танк.
- КВ-9 (Объект 229) — экспериментальный советский тяжёлый танк с крупнокалиберной пушкой.
- КВ-12 — экспериментальный советский огнемётный танк на основе КВ-1.
- КВ-13 (Объект 233) — опытный советский средний танк.
- КВ-14 (СУ-152) Штурм-САУ с пушкой калибром 152 мм.
- КВ-85 (Объект 239) — советский тяжёлый танк с орудием калибра 85-мм.
- КВ-85Г (Объект 238) – сохранившийся прототип КВ–85.
- КВ-100 — опытный советский тяжёлый танк периода Великой Отечественной войны
- КВ-122 — советский экспериментальный тяжёлый танк.
- КВ-150 (Т-150 или Объект 150) — советский экспериментальный тяжёлый танк.
- КВ-220 — советский экспериментальный тяжёлый танк.